# Outre-Forêt

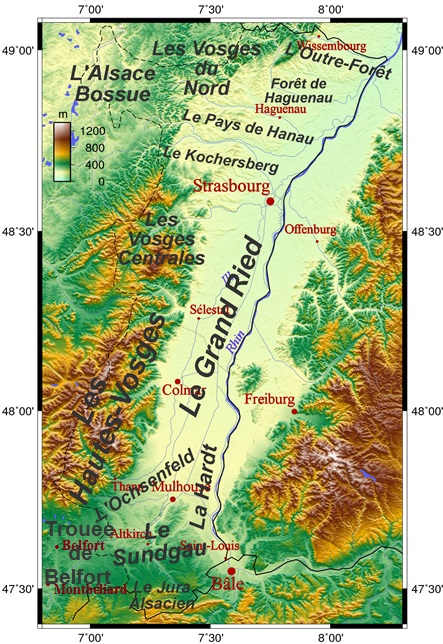
Die elsässischen naturräumlichen Regionen

Das Outre-Forêt (Unteremwàld auf elsässisch) ist eine naturräumliche Region im Norden des Elsass, die unmittelbar an Rheinland-Pfalz grenzt. Outre-Forêt bedeutet „jenseits des Walds“, was auf den Hagenauer Wald bezogen ist. Im Norden ist es vom Bienwald und vom Fluss Lauter, im Osten vom Petit Ried und vom Rhein, im Westen von den Nordvogesen und dem Falkensteinerbach begrenzt. Abseits von größeren Straßen und touristischen Routen, hat das Outre-Forêt seine Traditionen beibehalten können. Es gibt zahlreiche Fachwerkhäuser, außerdem wird traditionell dem Töpferhandwerk nachgegangen und in den Weinbergen Wein angebaut.

## Geografie
Das Outre-Forêt ist vom Hagenauer Wald im Süden, vom Bienwald im Norden, von den bewaldeten Nordvogesen im Westen und vom Rhein im Osten begrenzt. Im Osten befindet sich auch das Petit Ried.

Das Outre-Forêt erstreckt sich zwischen dem Lautertal und den sandartigen Schwemmkegeln der Flüsse Sauer und Moder.
Es handelt sich um eine Hügellandschaft, deren Höhe bescheiden ist: In Surbourg beträgt die Höhe 217 m über dem Meeresspiegel. Im Westen weist der Cleebourger Weinberg eine kleine Neigung auf. Die Benediktinermönche der Abtei von Wissembourg hatten Wein bereits im Mittelalter gepflanzt.
Im Gegensatz zu den benachbarten Wäldern und Weiden handelt es sich um ein richtiges Ackerland, das sich dank der lehmigen Deckschicht für die Mischkultur eignet.

## Geschichte

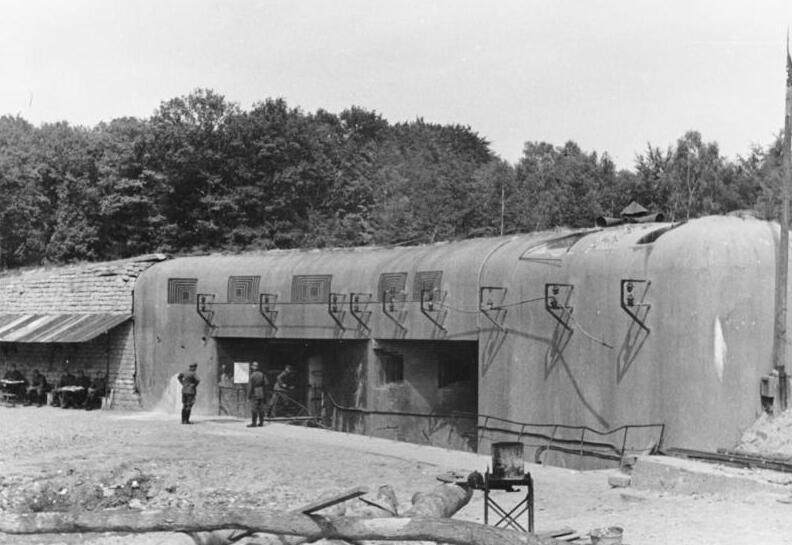
Artilleriewerk
Schœnenbourg im August 1940

Die Geschichte der Region ist eng mit der des elsässischen Zehnstädtebundes verbunden, da mit Wissembourg eine der ehemaligen elsässischen Reichsstädte gewissermaßen das urbane Zentrum der Region bildet. 1697 kam mit dem Frieden von Rijswijk Frankreich in den Besitz der Dekapolis. Nach der französischen Revolution wurde die Region dem neuen Departement Unterelsass zugeordnet.
Die Maginot-Linie, wie zum Beispiel das Artilleriewerk Schœnenbourg, verlief über das Outre-Forêt, dessen Geschichte verworren ist. In Hatten gibt es ein Musée de l’Abri (Schutz).

## Tradition

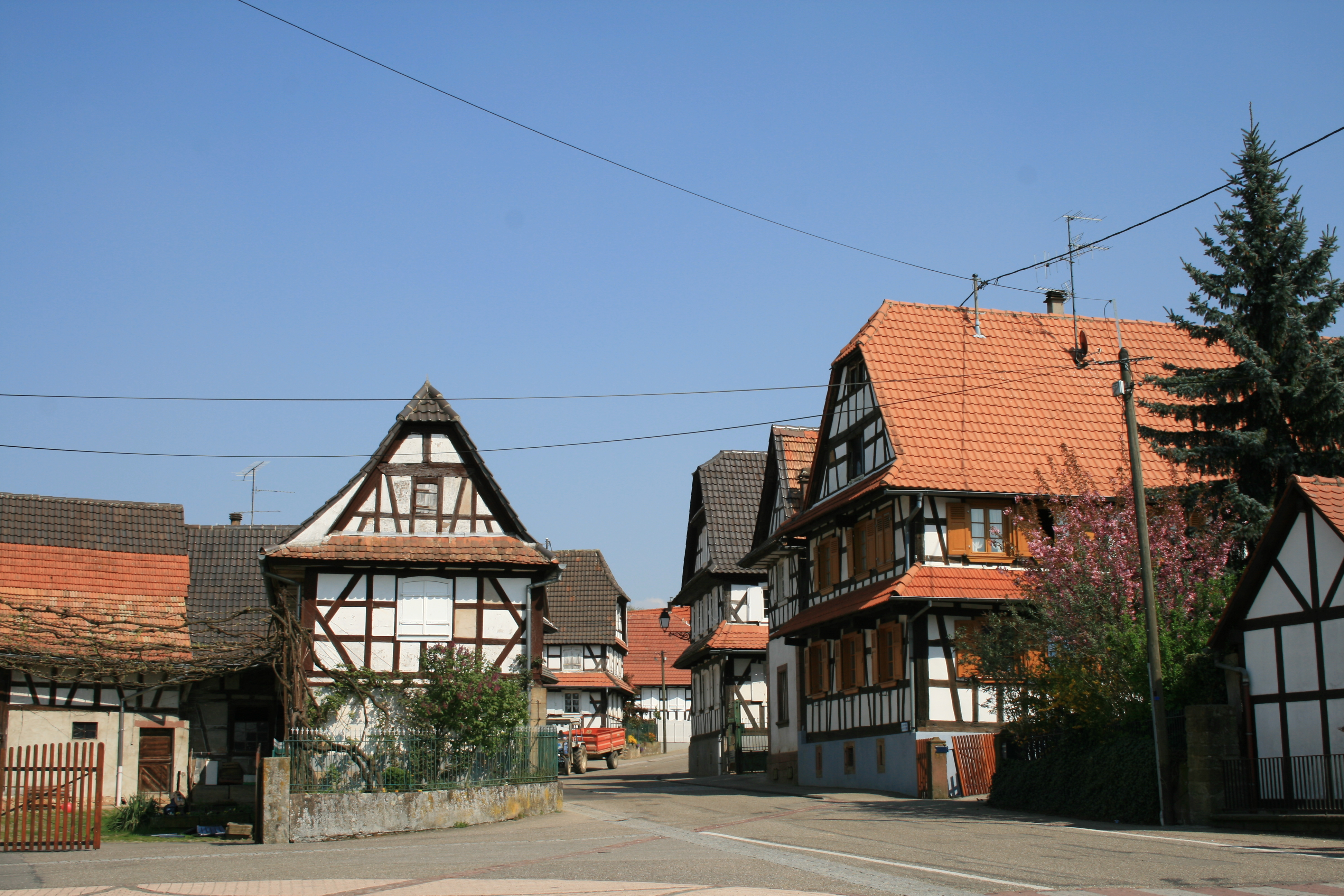
Aussicht auf Hunspach

Karte der Sprachen im Elsass im Jahre 1910

Als der Hagenauer Wald noch ein Hindernis darstellte, und bevor das Auto eine neue Ära der Mobilität einläutete, war die Gegend abgelegen. Dies führte dazu, dass sich gewisse Traditionen länger hielten als anderswo. Die Fachwerkhäuser sind hier weiß, im Gegensatz zu den meisten elsässischen Fachwerkhäusern, die gefärbt wurden. Außerdem wurde Hunspach als eines der schönsten Dörfer Frankreichs anerkannt, denn hier ist die Bausubstanz einheitlich erhalten geblieben. Selbst wenn diese Einheit nicht überall herrscht, sind die Dörfer schön und mit Blumen geschmückt. Anlässlich der Feste (unter anderem Streisselhochzeit in Seebach) wird nach wie vor Volkstracht getragen. Ein Museum für Volkskunst und Volkstraditionen in Kutzenhausen bemüht sich darum, das ländliche Leben der Gegend am Anfang des 20. Jahrhunderts wiederzugeben.
Während im übrigen Elsass hauptsächlich alemannische Dialekte gesprochen werden, werden im Outre-Forêt südfränkische Dialekte gesprochen und im krummen Elsass rheinfränkische Dialekte. Amtssprache ist Französisch wie in ganz Frankreich.
L’Outre-Forêt ist eine regionale Zeitschrift, die sich der Geschichte der Gegend widmet.
Der Elsässer Zeichner und Schriftsteller Jean-Jacques Waltz siedelte seinen Roman Mein Dorf: Das Elsass, wie es einstmals war im Outre-Forêt an.

## Wirtschaft

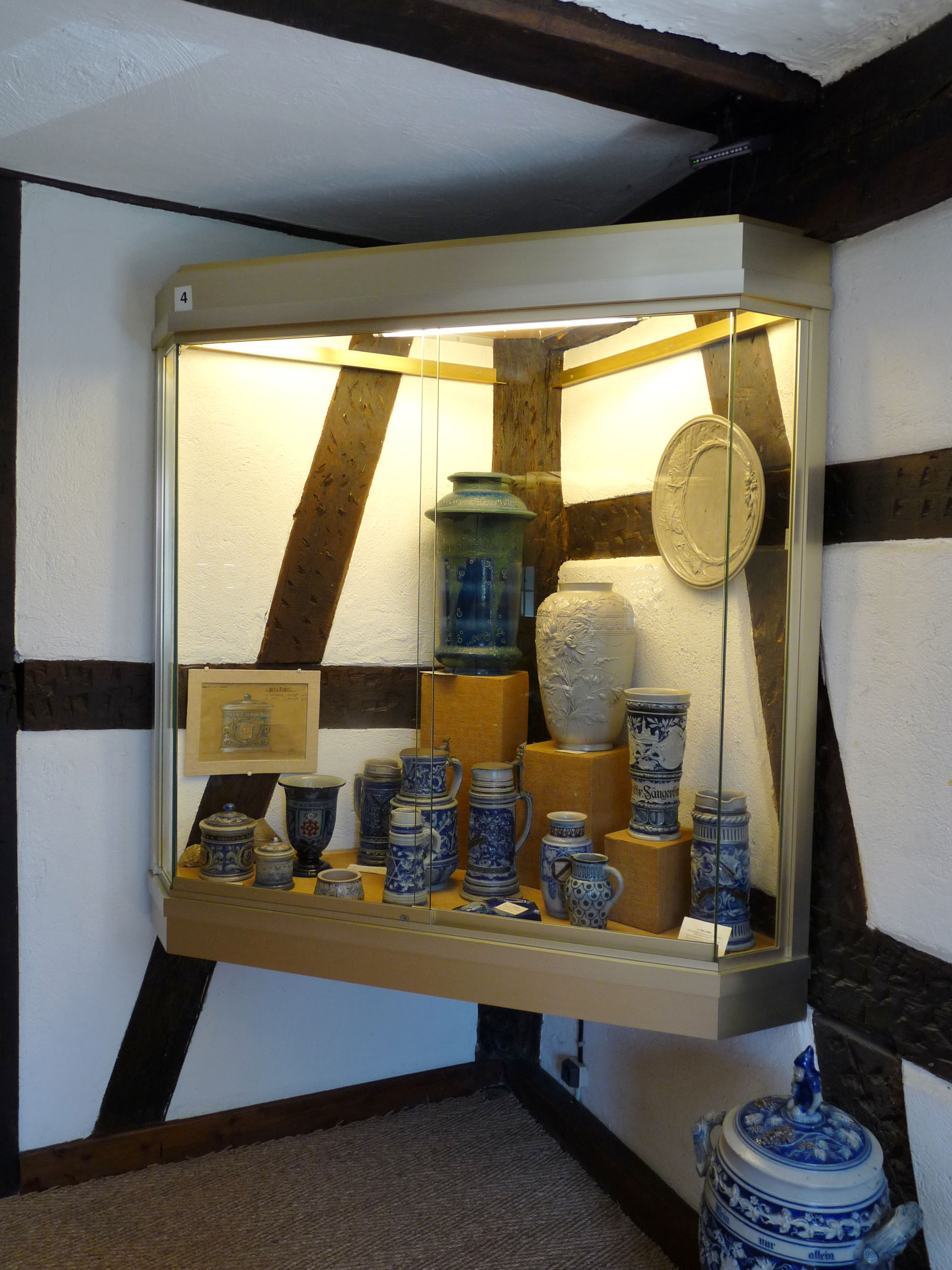
Museum der Töpfereien in Betschdorf

Seit dem Neolithikum wird Töpferei hier betrieben. Betschdorf ist für seine Töpferwaren bekannt. Grau ist dem Lehm zu verdanken, während Kobalt den Töpferwaren Blau verleiht.
Das Erdölmuseum von Merkwiller-Pechelbronn zeugt von der Pionierarbeit, die die Gegend auf dem Gebiet der Erdölindustrie leistete.
 Heutzutage wird versucht, die Erdwärme in Soultz-sous-Forêts dank dem Hot-Dry-Rock-Verfahren zu erschließen.